# Frey Oszkár
Frey Oszkár (Budapest, 1953. április 22. – ) kétszeres olimpiai bronzérmes, világbajnok magyar kenus.

## Pályafutása
Az 1976-os montréali olimpián C2 500 és C2 1000 méteren Buday Tamás párjaként két bronzérmet szerzett. Az 1978-as belgrádi világbajnokságon szintén Buday Tamással C2 1000 méteren világbajnokok lettek. 